# Реано
Реано (італ. Reano, п'єм. Rean) — муніципалітет в Італії, у регіоні П'ємонт, метрополійне місто Турин.
Реано розташоване на відстані близько 540 км на північний захід від Рима, 21 км на захід від Турина.
Населення — 1820 осіб (2014).

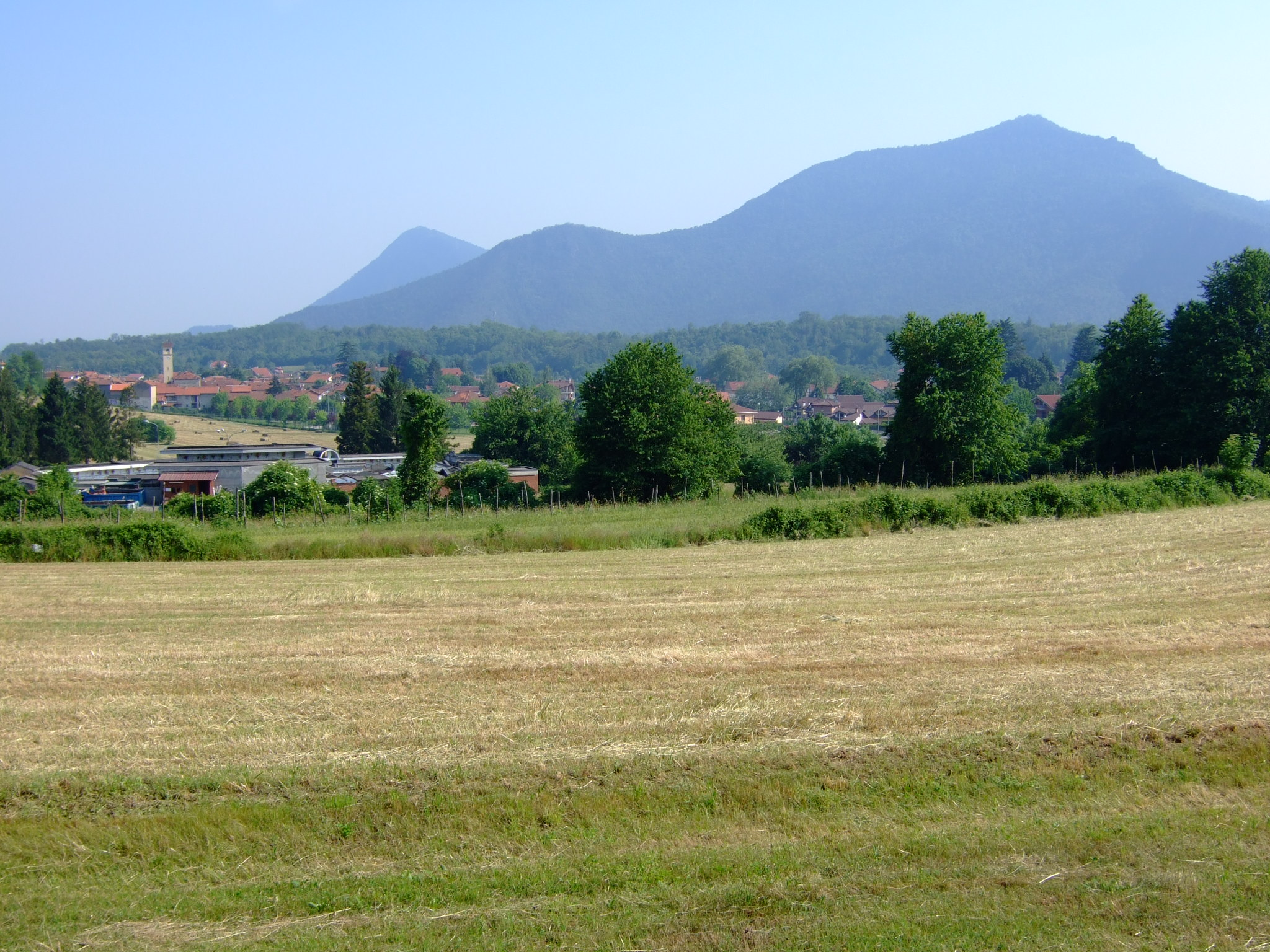

Щорічний фестиваль відбувається 23 квітня. Покровитель — святий Юрій.

## Демографія
Населення за роками:

Станом на 1 січня 2023 року в муніципалітеті офіційно проживали 62 іноземці з 14 країн, серед них 52 громадяни країн Євросоюзу.

## Сусідні муніципалітети
- Авільяна
- Буттільєра-Альта
- Роста
- Сангано
- Трана
- Вілларбассе